# Tall Girl 2
Tall Girl 2 (A mi altura 2 en Hispanoamérica) es una película de comedia romántica adolescente estadounidense de 2022 dirigida por Emily Ting a partir de un guion de Sam Wolfson. La película está protagonizada por Ava Michelle, Sabrina Carpenter, Griffin Gluck y Steve Zahn. Es la secuela de la película de 2019 Tall Girl. La película se estrenó el 11 de febrero de 2022 y recibió críticas mixtas.

## Argumento
La relación entre Jodi y Dunkleman comienza con una nota encantadora, con los dos compartiendo momentos románticos. Jodi se ha convertido en uno de los chicos populares en la escuela como resultado de su discurso en el baile de bienvenida, que choca los cinco con otros estudiantes en lugar de mirar fijamente a los pasillos.
Sin embargo, su nueva fama y su nuevo deseo de aparecer en el musical de primavera resultan ser grandes obstáculos en su relación, por lo demás fluida, con Dunkleman. Se encuentra luchando contra sus propios miedos y lidiando con ataques de ansiedad. Después de obtener el papel principal de Kim en el musical 'Bye Bye Birdie', Jodi está desconcertada. Sus inseguridades la están llamando a través de una voz dentro de su cabeza. Tommy interpreta el papel principal junto a Jodie en Bye Bye Birdie y es un posible nuevo interés amoroso para ella.
Jodi se ocupa de los problemas típicos de los adolescentes. Lleva mucho peso sobre sus hombros entre el chico con el que sale, sus amistades, el bullying, el musical y sus incómodos padres. Ella está bajo una gran cantidad de estrés y se siente completamente abrumada.
Al concentrarse en su confianza, Jodi eventualmente descubre un medio para filtrar esa voz negativa. Ella toma la decisión de gobernar su mente y no al revés. Sus padres van más allá para asegurarse de que sus hijos tengan éxito.
Mientras tanto, otros luchan con sus propias inseguridades, mientras que Jodi lucha contra los pensamientos negativos en su cabeza.
Harper, la hermana de Jodi, intenta demostrar que es capaz de algo más que competir en concursos de belleza. Fareeda desea que sus padres crean en sus objetivos de convertirse en diseñadora de moda. A menudo se cuestiona la conexión de Dunkleman con Jodi.
Jodi ha estado preocupada por una voz interior que le dice que no es lo suficientemente buena desde el comienzo de los ensayos, así como por la acosadora Kimmy, a quien le ganó el papel principal y ahora está decidida a asegurarse de que Jodi se desvanezca.
Kimmy quiere involucrar a Schnipper en sus tramas, pero él se niega porque está enamorado de Jodi como resultado de su beso en la primera película. Kimmy descubre que no tiene que hacer mucho para molestar a Jodi, y su primera semana de ensayos no sale según lo planeado, a pesar de las garantías de Tommy.
La tensión eventualmente pasa factura a la relación de Jodi cuando Jack, quien, después de prometerle que no asistirá a la cena de aniversario para ensayar, se enfurece cuando ella realmente lo hace. Se separan poco después y Jodi se vuelve cercana a Tommy, con quien comparte un beso una noche.
Jodi parece reconciliarse con Jack, pero cuando admite que besó a alguien mientras aún estaban juntos, Jack reacciona con enojo y los dos se separan para siempre. Hace un contrato con la hermana de Stig, Stella, que está pasando por su propia ruptura, y jura no volver a verla nunca más.
Jodi participa en la práctica previa al espectáculo de una "ceremonia de quema", que purga al elenco de cualquier negatividad antes de la actuación. Tiene la intención de prender fuego a los zapatos que Jack le dio en la primera película, pero cambia de opinión a la mitad. Kimmy es quien los salva del fuego, lo que marca el comienzo de su redención de matones.
A pesar de que él está interesado en ella, Jodi le admite a Tommy que todavía no ha superado a Jack, y los dos acuerdan ser simplemente amigos.
Jodi le da a Fareeda su bendición para salir con Stig en la celebración de la noche previa al estreno, y Jack parece darle una charla de ánimo a Jodi. Stella también lo regaña desde hace mucho tiempo por su reacción al beso de Jodi con Tommy.
A pesar de la guía de sus padres sobre cómo lidiar con el nerviosismo, Jodi todavía tiene problemas con su voz interior en la noche de apertura del programa. Kimmy completa su redención al rechazar la oferta de Jodi de ocupar su lugar en el escenario y, en cambio, le dice a Jodi que esperará entre bastidores y le dará señales si olvida algo.
La noche de apertura es un éxito, y después del espectáculo, Jodi finalmente silencia a su crítico interno al recordarse a sí misma que es lo suficientemente buena para hacer esto. Cuando llega Jack, revela que ha estado fotografiando en la cabina de iluminación toda la noche.
Jack confiesa su amor por Jodi, y los dos se reconcilian y se besan, asegurándose de que todos vivan felices para siempre.

## Reparto
- Ava Michelle como Jodi Kreyman
- Sabrina Carpenter como Harper Kreyman
- Griffin Gluck como Jack Dunkleman
- Luke Eisner como Stig Mohlin
- Anjelika Washington como Fareeda Marks
- Rico París como Schnipper
- Johanna Liauw como Stella Mohlin
- Clara Wilsey como Kimmy Stitcher
- Steve Zahn como Richie Kreyman
- Ángela Kinsey como Helaine Kreyman
- Jan Luis Castellanos como Tommy Torres
- Chris Wylde como Corey Dunkleman
- Rachael Thompson como La Sra. Lee
- Odessa Feaster como La mamá de Fareeda
- Doug Spearman como El padre de Fareeda

## Producción
El 1 de diciembre de 2020, Netflix seleccionó a Sam Wolfson para escribir una secuela de Tall Girl, con Ava Michelle lista para regresar como Jodi. La fotografía principal comenzó el 12 de abril de 2021 y concluyó el 21 de mayo de 2021 en Nueva Orleans, Luisiana. La película se estrenó el 11 de febrero de 2022.

## Recepción
En el agregador de reseñas Rotten Tomatoes, la película tiene un índice de aprobación del 63% basado en 8 reseñas, con una calificación promedio de 5.0/10. Metacritic, que utiliza un promedio ponderado, asignó a la película una puntuación de 35 sobre 100, basada en 4 críticos, lo que indica "críticas generalmente desfavorables".